# Zneuctění Lukrécie (opera)
Zneuctění Lukrécie (v anglickém originále The Rape of Lucretia) je komorní opera o dvou dějstvích od Benjamina Brittena. Libreto napsal Ronald Duncan podle francouzské hry Andrého Obeyeho Le Viol de Lucrèce.

## Literární předloha a vznik opery
Podkladem pro libreto byla francouzská tragédie od Andrého Obeyeho Le Viol de Lucrèce napsaná podle staré legendy o znásilnění Lukrécie, která v historii zaujala mnoho spisovatelů, včetně Livia, Ovidia, Machiavelliho, Chaucera a Shakespeara; ale i skladatelů, včetně Respighiho a Händela; a umělců jako jsou Rembrandt, Botticelli, Cranach, Dürer a Tizian. Podle římského historika Livia byl posledním římským králem Tarquinius Superbus, který vládl mezi roky 535 a 510 před naším letopočtem. Měl syna jménem nezdolný Tarquini. Ten po mnoha neúspěšných pokusech o svádění nakonec Lukrécii znásilnil. Pak se Lukrécie spojila se svou rodinou, řekla jim, co se stalo, a spáchala sebevraždu. Její příbuzný Luci Juni Brut pak vyzval lid v Římě, aby se vzbouřil. Dynastie Tarquinů byla nucena uprchnout do Etrurie a monarchie, které dosud vládli, byla nahrazena Římskou republikou.
Není známo, zda je to mýtus, nebo historický fakt. Římský historik Titus Livius to popsal jako skutečný příběh v jeho Ab Urbe Condita (Od založení města). Nicméně, Livius napsal svůj příběh asi 500 let po historických událostech a zdá se, že se mýty a pravdy v průběhu času spojily hluboko do sebe. Pro Livia byla osobní tragédie Lukrécie důležitá jako katalyzátor větších politických a historických událostí. Pro Římany bylo porušení vnímáno jako zločin nikoliv proti ženě, ale proti cti manžela a rodiny a v tomto případě proti samotné římské společnosti. Ve stejnou dobu byli Římané už nešťastní pod tarquinistickými králi, které považovali za tyrany a jakákoli zvěrstva mohla sloužit jako záminka pro revoluci. Historické dědictví Lukrécie se nachází všude, v četných hrách, operách, básních, malbách, politických komentářích, dokonce i v samurajském filmu.
Brittenova opera přidává další vrstvu: křesťanskou interpretaci události, která se konala půl tisíciletí před narozením Krista. V jeho opeře se prolínají tři základní roviny vyprávění příběhu. Epická, představovaná vyprávěči, kteří zůstávají v rolích komentátorů na jevišti po celé trvání opery a průběžně se vyjadřují k dění ze specificky křesťanských pozic. Dále rovina lyrická, která vystihuje atmosféru situací i charakteristiku a pocity postav (večerní idyla u přeslice, popis Lukréciiných půvabů a naopak divoká noční Tarquiniova jízda). Třetím způsobem vyjadřování je vlastní dramatický děj.
Brittenovo dílo mělo premiéru na anglickém operním festivalu zvaném Glyndebourne (plným názvem Glyndebourne Festival Opera), konaném na prostranství venkovského sídla, dne 12. července 1946.
Ve Spojených státech měla premiéru na Broadwayi v divadle Ziegfeld (Ziegfeld Theatre) v produkci pořádané společností Agnes de Milla 29. prosince 1948.
Velkého úspěchu dosáhla v newyorské Metropolitní opeře v roce 1949.
V Česku zůstala dlouho neznámá. V roce 1965 byla sice nahrána v brněnském rozhlase, v roce 1977 s touto inscenací hostovala v rámci Pražského jara antverpská Královská opera, ale na první scénické české provedení musela počkat až do roku 1983, kdy ji uvedla plzeňská opera. Od 16. února 2017 je uváděna v divadle Antonína Dvořáka v Ostravě (Národní divadlo Moravskoslezské).

## Hudba
Brittenova hudba je koncipována pro osm sólistů a třináct nástrojů: flétnu, hoboj (anglický roh), klarinet, fagot, roh, perkuse, harfa, klavír a smyčcový kvintet. Sbor je tvořený pouze mužem a ženou a recitativy jsou doprovázeny klavírem. Mistrovskou instrumentací malého komorního orchestru a jednoduchými prostředky dosáhl skladatel pozoruhodného emocionálního kouzla.
Britten složil tuto komorní operu tak, aby se přizpůsobil malé společnosti nazvané English Opera Company, kterou založil Rudolf Bing, pozdější umělecký ředitel Metropolitní opery v New Yorku. Z této skupiny se pak vytvořila English Opera Group (Anglická operní skupina), pro kterou Britten složil většinu svých dalších oper.

## Obsazení při premiéře
| Osoba                          | Hlasový obor | Premiéra, 12. července 1946 (Dirigent: Ernest Ansermet) |
| ------------------------------ | ------------ | ------------------------------------------------------- |
| Vypravěč                       | tenor        | Peter Pears                                             |
| Vypravěčka                     | soprán       | Joan Cross                                              |
| Collatinus, římský generál     | bas          | Owen Brannigan                                          |
| Junius, římský generál         | baryton      | Edmund Donleavy                                         |
| Tarquinius, etruský princ      | baryton      | Otakar Kraus                                            |
| Lukrécie, žena Collatinova     | alt          | Kathleen Ferrier                                        |
| Bianca, Lukréciina stará chůva | mezzo-soprán | Anna Pollak                                             |
| Lucia, služebná                | soprán       | Margaret Ritchie                                        |

## Děj opery
Příběh se odehrává v Římě a v jeho okolí roku 500 před naším letopočtem.
Délka představení: Asi dvě hodiny.

### První dějství

#### 1. obraz
Vyprávěči líčí krutovládu Etruska Tarquinia v Římě. Ve stanu polního ležení nedaleko Říma princ Tarquinius a jeho generálové Collatinus a Junius hovoří o věrnosti žen. Přitom se ukázalo, že v celém Římě je ctnostná a počestná jedině Collatinova manželka, krásná Lukrécie. Vychloubačný Collatinus a závistivý Junius vyprovokují Tarquinia a ten se rozhodne tajně odjet do Říma, aby Lukrécii pokořil.

#### 2. obraz
Pozdě večer Lukrécie šije a její služebné předou. Přijíždí Tarquinius a prosí o pohostinnost. Lukrécie jej přijímá do domu.

### Druhé dějství

#### 1. obraz
Všichni v domě už spí. Tarquinius se připlíží do Lukréciiny ložnice a žádá, aby mu byla po vůli. Lukrécie mu marně připomíná svůj vznešený stav. Tarquinius ji pod pohrůžkou smrti a hanby znásilní.

#### 2. obraz
Je ráno a chůva i služka opěvují krásný den. Lukrécie se jim temně zpovídá z noční události a nechává poslat pro Collatina. Toho neblahé tušení stejně hnalo domů. Smutečně oblečená Lukrécie mu oznámí své zneuctění a probodne se. Junius využije Tarquiniova zločinu a vyvolá povstání proti tyranovi.
Vyprávěči uzavírají operu komentářem: ukřižování znamená odpuštění všech lidských hříchů.